# 扎哈里夫卡 (伊萬基夫區)
50°53′46″N 29°30′2″E / 50.89611°N 29.50056°E
扎哈里夫卡（烏克蘭語：Захарівка）是位於烏克蘭北部的村莊，由基辅州维什霍罗德区的伊萬基夫市鎮負責管轄。該村始建於1700年，面積0.4平方公里，海拔高度169米，2001年人口23，人口密度每平方公里57.5人。